# Allie (wrestler)
Laura Dennis, meglio conosciuta con il ring name Allie (Toronto, 3 settembre 1987), è una wrestler canadese.
È principalmente ricordata per i suoi trascorsi tra il 2013 e il 2019 nella Total Nonstop Action/Impact Wrestling, federazione in cui ha vinto due volte il Knockouts Championship. Ha inoltre combattuto in numerose federazioni appartenenti al circuito indipendente, tra cui la Shimmer Women Athletes.

## Carriera

### Circuito indipendente (2005–2016)
Debuttò nella Pure Wrestling Association come Cherry Bomb in un match con 21st Century Fox con la quale iniziò un lungo feud. Lottò nell'Elite 8 Tournment ma fu subito eliminata da Danyah Rivietz nel primo round. Più tardi quella sera si è alleò con Kristal Banks perdendo contro il tag team di Tiana Ringer e Luscious Lily. Vinse il suo primo match contro 21st Century Fox ottenendo un'opportunità per il titolo, ma non riuscì a vincere l'Elite Women's Championship perdendo contro Fox. Durante l'estate del 2006 iniziò un feud con la sua ex tag team partner Kristal Banks perdendo la maggior parte dei match. Lottò nel primo W.I.L.D. Tournment e fu in grado di sconfiggere Portia Perez nel primo round ma perse nel secondo round contro Sirelda, che alla fine, vinse il torneo. Il 14 aprile 2007, riuscì a vincere un fatal 4-Way match contro Haley Rogers e Danyah e la campionessa April Hunter. Il suo regno titolato durò circa due mesi, infatti il 22 giugno perse il titolo contro la rivale Danyah. Il 7 settembre 2007 durante un match con Danyah si infortunò e fu costretta a nove mesi di stop.
Il 19 ottobre 2008 esordì nella Shimmer Women Athletes, perdendo un match contro Melanie Cruise. Il 5 settembre 2009 prese parte allo show di debutto della NCW Femmes Fatales, venendo sconfitta da Sara Del Rey. Il 6 febbraio 2010, vinse per schienamento contro Mistress Belmont.
Nel 2010, fece un provino per la WWE, e nella puntata di Raw del 17 maggio 2010, apparve in un segmento nel backstage insieme a Goldust. Nel marzo 2011 partecipò ad un tryout nella Florida Championship Wrestling, allora territorio di sviluppo della WWE.

### Total Nonstop Action (2013–2019)
Il 23 marzo 2013 ha firmato un contratto con la Total Nonstop Action Wrestling.

### All Elite Wrestling (2019–2023)
Il 21 marzo 2019 fu annunciata la firma di Allie con la All Elite Wrestling. Debuttò a Fyter Fest, dove sconfisse Leva Bates. A Fight for the Fallen, fu sconfitta da Brandi Rhodes. Prese parte dell'AEW Women's Casino Battle Royal di All Out, ma fu eliminata dalla vincitrice Nyla Rose.
Nell'episodio del 27 novembre di Dynamite, debuttò come "The Bunny", una variante di "Dark Allie", personaggio interpretato nell'ultimo periodo ad Impact Wrestling, dove fece da manager a The Butcher e The Blade. Nell'occasione, entrò attraverso un buco nel ring e attaccò Cody. Nel maggio 2020, compì un turn face, smettendo di accompagnare Butcher e Blade, iniziando una relazione con QT Marshall. Nell'episodio del 2 giugno di Dark, Allie arrivò con Marshall nell'arena su una corvette e lo accompagnò sul ring per il suo match su richiesta di Brandi e Dustin Rhodes. Dopo circa due mesi, tornò a lottare nell'episodio di Dark del 16 giugno, dove insieme a Brandi Rhodes, vinse contro Kenzie Paige e Red Velvet. Allie e Brandi, ora conosciute come "The Nightmare Sisters", parteciparono al Women's Tag Team Cup, un torneo che iniziò il 3 agosto. Le due riuscirono ad arrivare in finale, ma furono sconfitte da Diamante e Ivelisse.
Nella puntata di Dark del 20 ottobre, tornò nei panni di The Bunny, tradì QT Marshall e si unì alla stable di Eddie Kingston.

## Vita privata

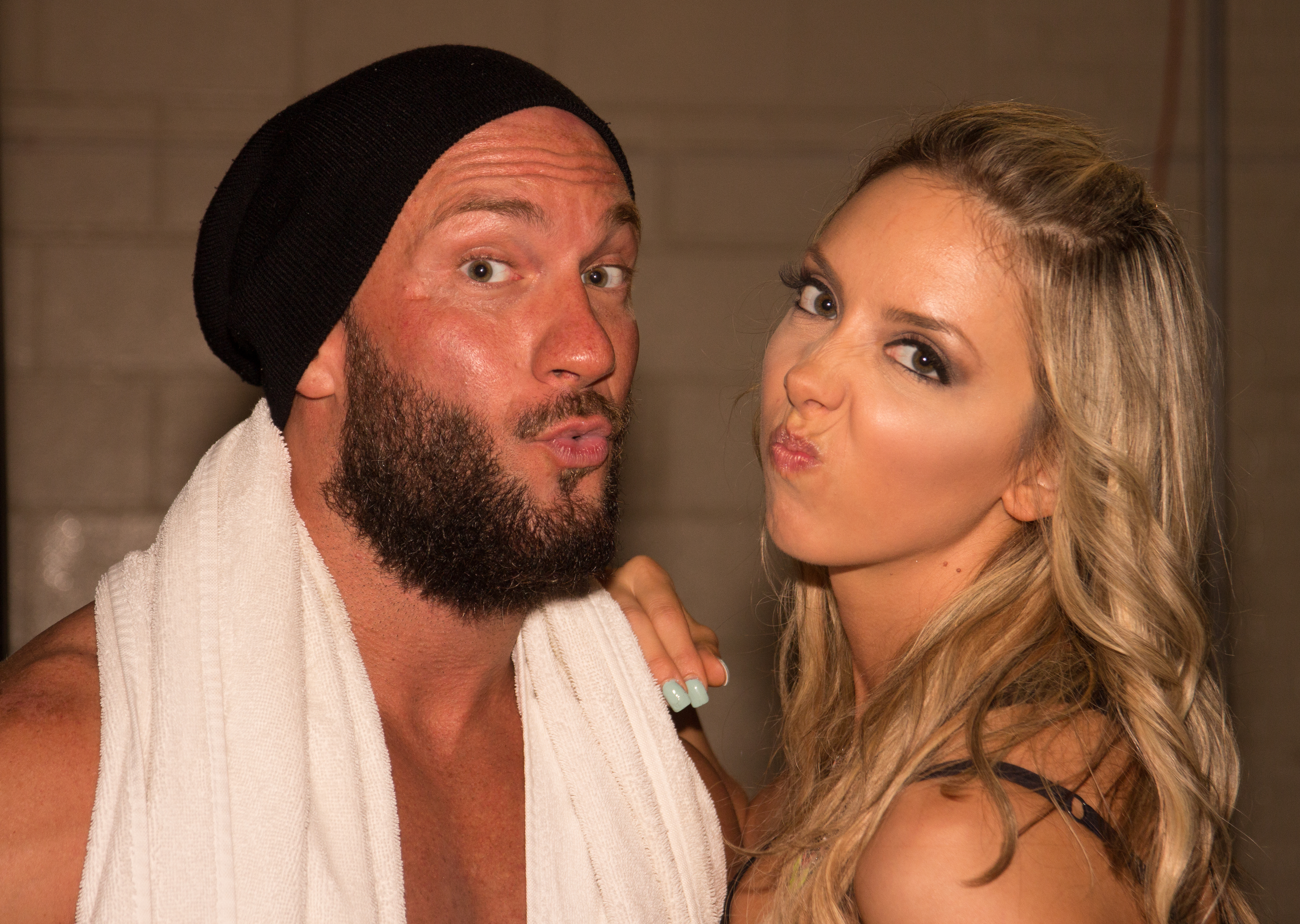
Insieme al marito Jesse Guilmette

Il 21 settembre 2013 si è sposata con il collega Jesse Guilmette, noto come The Blade.

## Personaggio

### Mosse finali
- Allie Driver (Death valley driver)
- Allie DT (Flowing DDT)

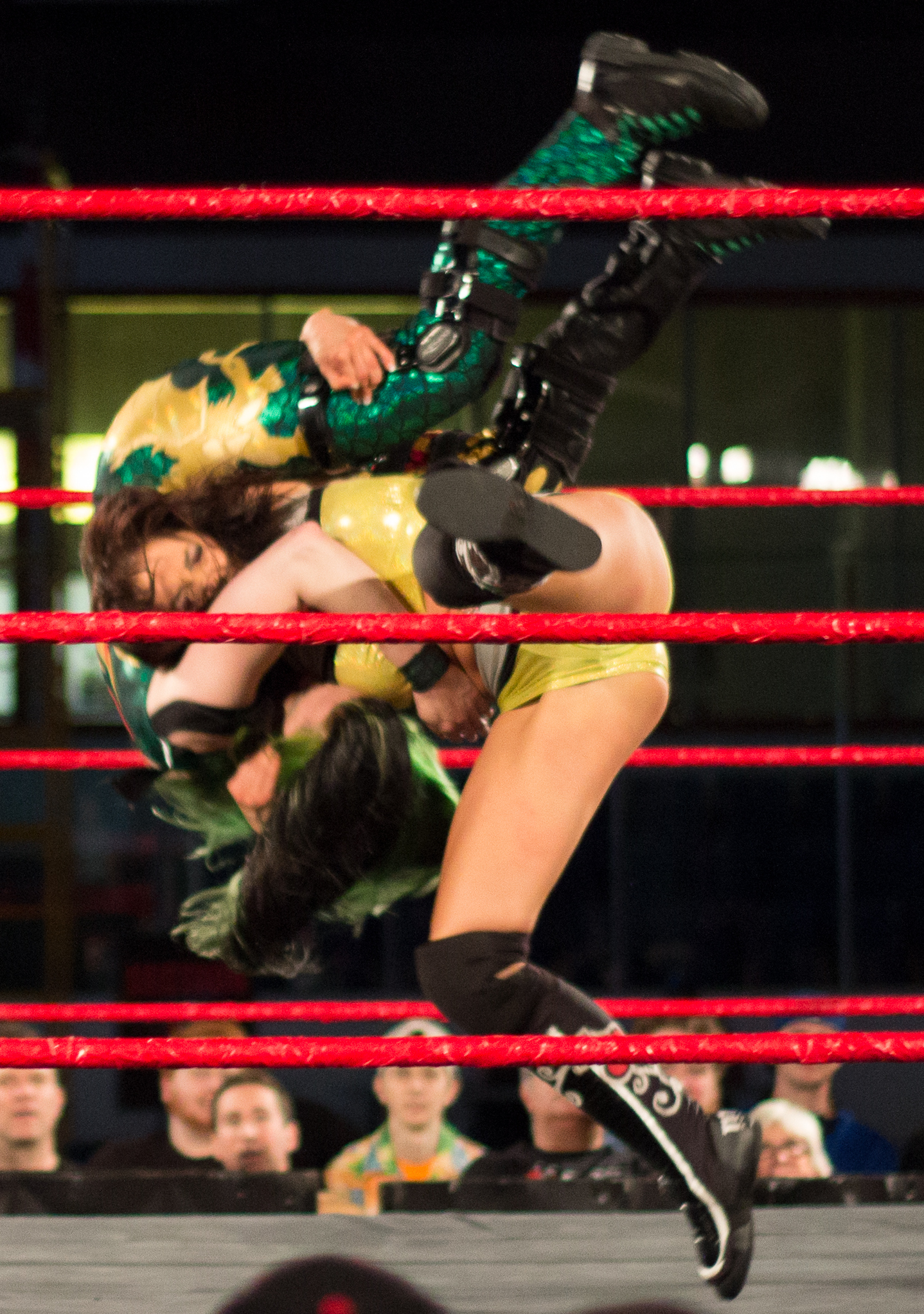
Allie mentre esegue la Allie Driver

- Cherry Popper (Sit-out facebuster) – 2016-2019

### Musiche d'ingresso
- Radioactive degli Imagine Dragons (circuito indipendente)[17]
- Poison dei Bell Biv Devoe
- Back to School di Christina Hemme
- Don't Lie to Me di Dale Oliver
- Bunny Rage di Mikey Rukus

## Titoli e riconoscimenti
- Classic Championship Wrestling
  - CCW Women's Championship (2)[1]
- Great Canadian Wrestling
  - W.I.L.D. Championship (1)[18]
- Pro Wrestling Illustrated

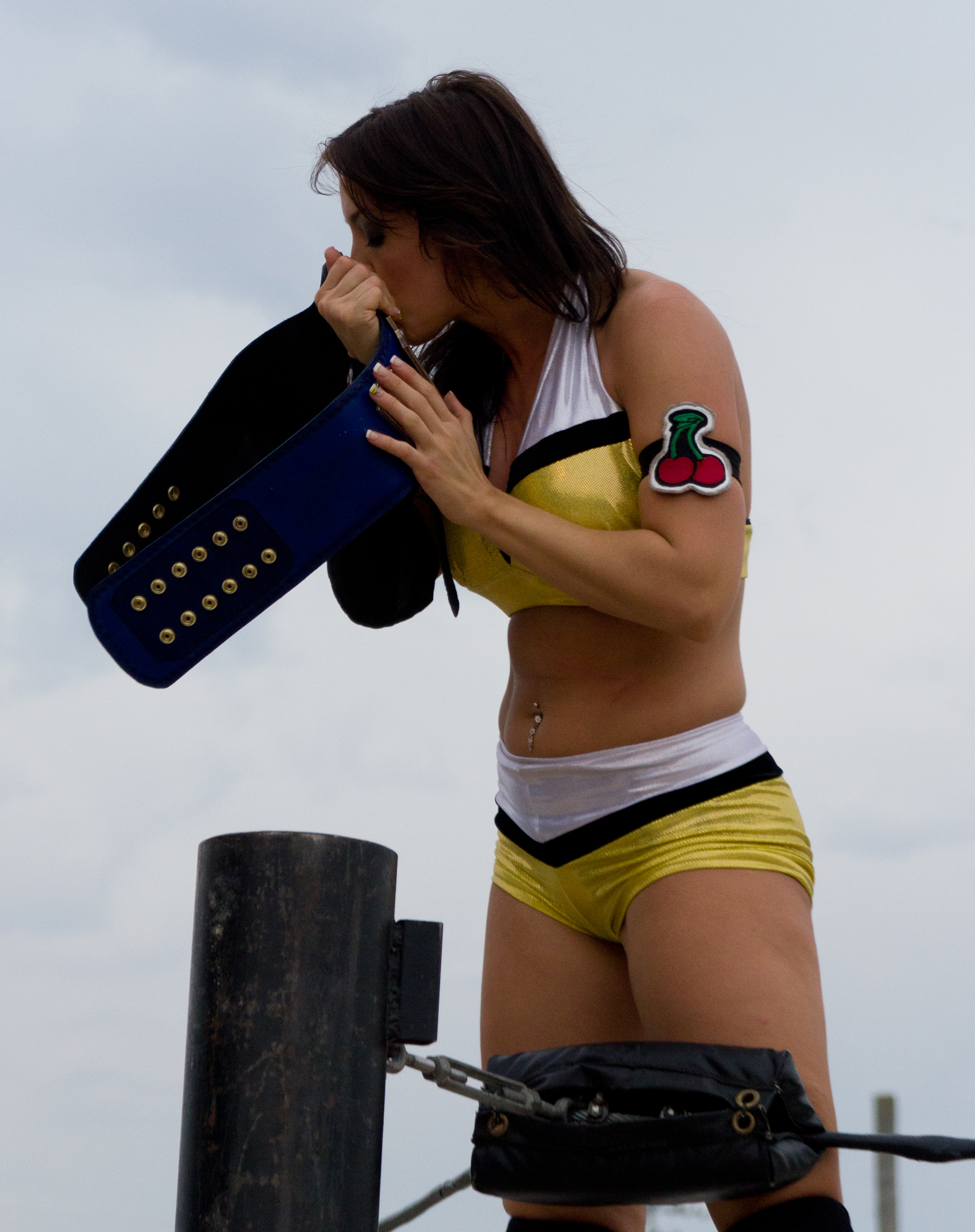
Allie con il CCW Women's Championship, titolo che ha detenuto due volte in carriera

  - 8ª tra le 50 migliori wrestler femminili nella PWI Female 50 (2015)[19]
  - 17ª tra le 100 migliori wrestler femminili nella PWI Women's 100 (2019)[20]
- Pro Wrestling Xtreme
  - PWX Women's Championship (1)[21]
- Shimmer Women Athletes
  - Shimmer Tag Team Championship (1) – con Kimber Lee[22]
- Shine Wrestling
  - Shine Tag Team Championship (1) – con Kimber Lee[23]
- Total Nonstop Action Wrestling
  - TNA Knockouts Championship (2)[4]
- Women Superstars Uncensored
  - WSU Championship (1)[24]

## Filmografia
- Beat Down, regia di Deanne Foley (2012)[25]